# Tengene distrikt
Tengene distrikt är ett distrikt i Grästorps kommun och Västra Götalands län. 
Distriktet ligger i och omkring Grästorp. 

## Tidigare administrativ tillhörighet
Distriktet inrättades 2016 och utgörs av socknen Tengene i Grästorps kommun
Området motsvarar den omfattning Tengene församling hade vid årsskiftet 1999/2000.